# Canton de Benfeld
Le canton de Benfeld est une ancienne division administrative française, située dans le département du Bas-Rhin, en région Alsace.

## Géographie
Ce canton était organisé autour de Benfeld, dans l'arrondissement de Sélestat-Erstein.

## Histoire
Un nouveau découpage territorial des départements entre en vigueur à l'occasion des élections départementales de mars 2015. Le canton de Benfeld est supprimé et fusionné avec celui d'Erstein.

## Composition
Le canton de Benfeld comprenait treize communes :
- Benfeld (chef-lieu) : 4 878 habitants
- Boofzheim : 1 030 habitants
- Friesenheim : 494 habitants
- Herbsheim : 765 habitants
- Huttenheim : 2 220 habitants
- Kertzfeld : 1 121 habitants
- Kogenheim : 842 habitants
- Matzenheim : 1 133 habitants
- Rhinau : 2 348 habitants
- Rossfeld : 708 habitants
- Sand : 1 073 habitants
- Sermersheim : 829 habitants
- Witternheim : 382 habitants

## Représentation

### Conseillers généraux de 1833 à 2015
| 1833                             | 1848             | Théodore Humann fils                             | Majorité ministérielle | Négociant à Strasbourg Auditeur au Conseil d'État Receveur général Député (1846-1848) Maire de Strasbourg |
| 1848                             | 1852             | Louis Rohmer (1782-1857)                         |                        | Propriétaire et capitaine de la Garde nationale Maire de Benfeld (1830-1831 et 1848-1852)                 |
| 1852                             | 1861             | Joseph Auguste Arthur Laquiante                  |                        | Juge au Tribunal civil de Strasbourg                                                                      |
| 1861                             | 1867             | Jean-Baptiste Bernard Louis Stackler (1816-1881) |                        | Propriétaire, maître de poste à Benfeld Directeur du dépôt de tabac                                       |
| 1867                             | 1871             | Achille Rack (1815-1886)                         |                        | Docteur en médecine, médecin cantonal Maire de Benfeld (1852-1886)                                        |
| 1871-1919 : occupation allemande |                  |                                                  |                        | |
| 1919                             | 1932 (décès)     | Pierre Barthelmé                                 |                        | Propriétaire à Sand                                                                                       |
| 1932                             | 1934             | Joseph Kern                                      | Rad.                   | Administrateur de société Maire de Benfeld (1925-1947)                                                    |
| 1934                             | 1940             | Henri Meck                                       | UPR-PDP                | Secrétaire de syndicat CFTC Député (1928-1940 et 1945-1966) Maire de Molsheim (1933-1940 et 1945-1966)    |
|                                  |                  |                                                  |                        | |
| 1945                             | 1955 (démission) | Henri Meck                                       | MRP                    | Député-maire de Molsheim                                                                                  |
| 1955                             | 1964             | Pierre Andlauer                                  | MRP                    | Payeur général des tabacs Maire de Benfeld (1947-1965)                                                    |
| 1964                             | 1982 (décès)     | Louis Wiedemann                                  | UDR puis RPR           | Maire de Huttenheim (1958-1982) Conseiller régional (1973-1976)                                           |
| 1982                             | 1994             | Gaston Schmitt                                   | RPR                    | Chef d'entreprise Maire de Kogenheim (1971-2008) Vice-président du conseil général (1985-1994)            |
| 1994                             | 2015             | Roland Brendlé                                   | UDF puis MoDem         | Directeur d'auto-école Maire de Benfeld (1989-2001)                                                       |

### Conseillers d'arrondissement (de 1833 à 1940)
| Période                                  | Période | Identité                             | Étiquette | Qualité |
| ---------------------------------------- | ------- | ------------------------------------ | --------- | --- |
| 1833                                     | 1836    | Jean Thiébault Barthelmé (1798-1877) |           | Propriétaire, agronome, cultivateur, maire de Sand                                                          |
| 1836                                     | 1842    | Louis Albrecht (1779-1846)           |           | Meunier, adjoint au maire de Sand                                                                           |
| 1842                                     | 1848    | Laurent Andlauer (1799-1867)         |           | Maire de Kogenheim                                                                                          |
|                                          |         |                                      |           | |
| 1937                                     | 1940    | M. Moser                             | PDP       | |
| 1940                                     |         |                                      |           | Les conseils d'arrondissement ont été suspendus par la loi du 12 octobre 1940 et n'ont jamais été réactivés |
| Les données manquantes sont à compléter. |         |                                      |           | |

## Démographie
| 1962   | 1968   | 1975   | 1982   | 1990   | 1999   | 2006   | 2011   | 2012   |
| ------ | ------ | ------ | ------ | ------ | ------ | ------ | ------ | ------ |
| 13 411 | 13 815 | 14 753 | 16 093 | 16 541 | 17 697 | 19 838 | 20 850 | 20 928 |